# فابیو بیلیکا
فابیو بیلیکا (به پرتغالی: Fábio Alves da Silva) مدافع اهل برزیل است که در شهر Campina Grande و در تاریخ ۴ ژانویهٔ ۱۹۷۹ به دنیا آمده‌است.
فابیو بیلیکا در تیم‌های فوتبال Vitória سابقهٔ حضور دارد.